# Tapioka

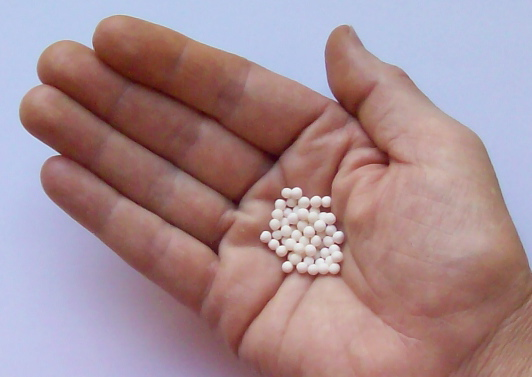
Perltapioka

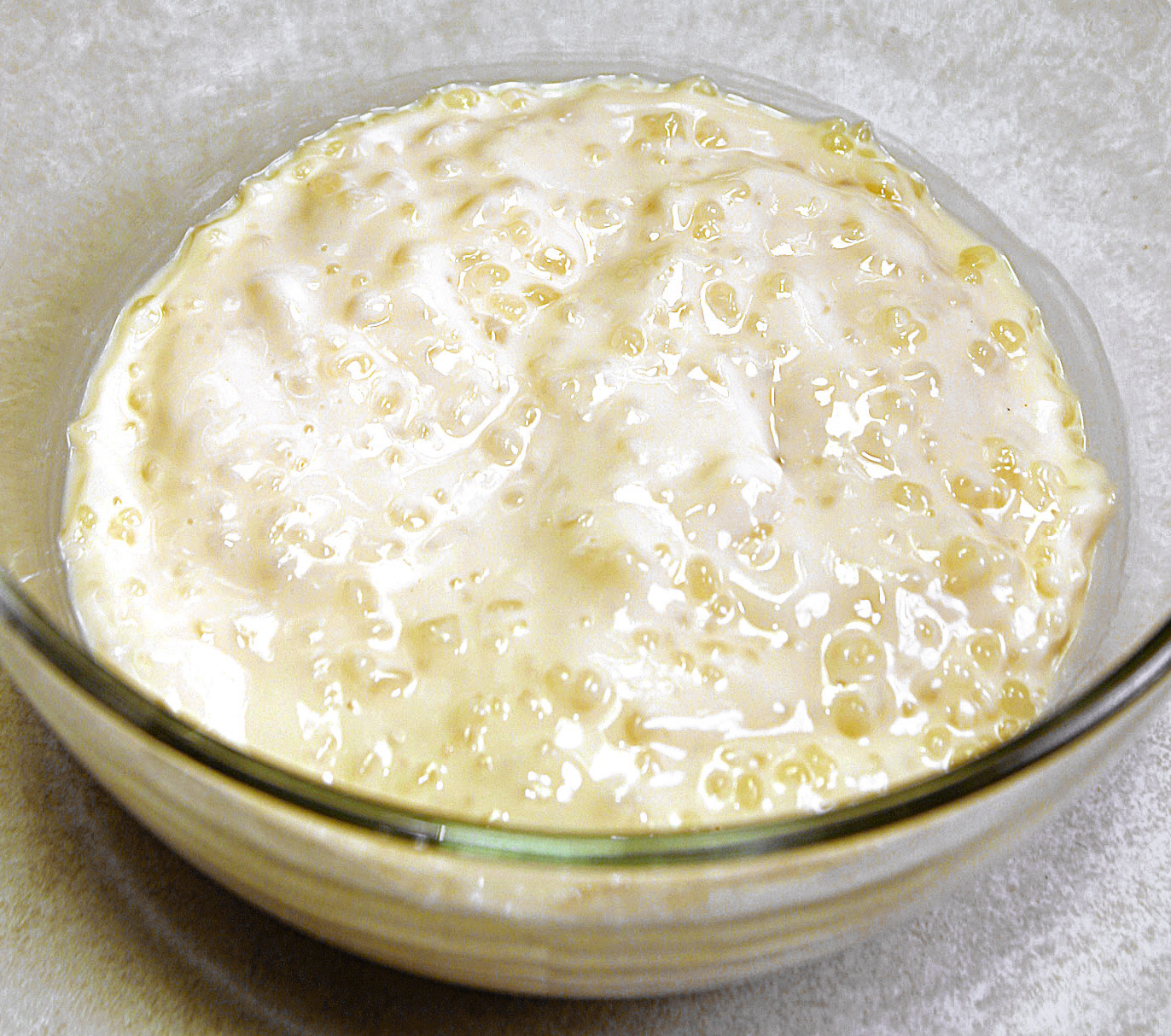
Tapioka-Pudding

Tapioka oder Tapiokastärke ist eine nahezu geschmacksneutrale Stärke, die aus der bearbeiteten und getrockneten Maniokwurzel hergestellt wird. Der Hauptbestandteil von Tapioka ist Amylopektin mit etwa 80 %. Der Amylosegehalt beträgt circa 20 %. Der Begriff Tapioka darf nur für ein auf Grundlage von Maniokstärke hergestelltes Erzeugnis verwendet werden.
Tapioka kann ähnlich wie Kartoffel- oder Maisstärke oder Sago als Zutat zum Kochen verwendet werden. Sie ist im Handel erhältlich in Form von feinem Pulver, weißen Stärke-Kügelchen (Perltapioka) oder als dünne Flocken.

## Verwendung
Die Kügelchen, die vor der Verwendung eingeweicht werden, sind eine oft eingesetzte Zutat in Westafrika und in der ost- und südostasiatischen Küche, besonders bei Süßspeisen. In Kambodscha, Laos und  Thailand sind Tapioka-Pudding mit Früchten, Tapioka-Wraps und Tapioka-Perlen in süßer Kokosmilch sehr beliebt und werden auch von mobilen Garküchen angeboten.
In der vietnamesischen Küche wird essbares Reispapier, welches meist aus einer Mischung von einem großen Anteil an Tapiokastärke und einem kleineren an Reismehl sowie Salz besteht, u. a. für die Herstellung von Frühlingsrollen verwendet.
Einiger Beliebtheit erfreut sich in Asien auch der sogenannte Bubble Tea, eine Mischung hauptsächlich aus Tee, Milch und verschieden farbigen Tapiokakügelchen, die auch als Tapiokaperlen bezeichnet werden. In Brasilien wird Tapiokamehl in der Pfanne zu einem Fladen verarbeitet, der mit Butter, Käse, Fleisch, gezuckerter Kondensmilch oder Kokosmilch gefüllt wird. Tapiokastärke wird häufig auch als Soßenbinder und als Bindemittel bei der Tablettenherstellung verwendet.
Gelegentlich wird Tapioka auch in Knabbergebäck und Gummibonbons eingesetzt. Krupuk und vegetarische Varianten davon bestehen hauptsächlich aus Tapiokamehl. Die trockenen durchscheinenden dünnen Scheiben oder pastaartige Gebilde, teils auch mit Farbstoffen, werden kurz frittiert und vergrößern dabei ihr Volumen um ein Mehrfaches.
In der Futtermittelherstellung ist Tapioka eine wichtige kohlenhydratliefernde Komponente. Unter hohem Druck verkleistert es bei der Herstellung von Futter-Pellets. Dadurch wird verhindert, dass die Pellets nach dem Auskühlen wieder zerfallen.

## Etymologie
Das portugiesische Wort tapioca stammt aus der Tupi-Sprache (typyóka) und bedeutet übersetzt Sediment oder Koagulans.